# 2018년 미국
다음은 2018년 미국에서 일어났던 사건들을 정리해 놓은 문서이다.

## 사건

### 1월
- 1월 2일 - 패리스 힐튼이 연하배우 크리스 질카와 약혼하였다.[1]
- 1월 9일 - 캘리포니아주에서 산사태가 일어나 최소 13명이 죽고 25명이 다쳤다. 산사태는 몬테시토 시에 집중됐는데 이전에 토마스 산불로 피해를 입었던 지역이었다.